# David Vanole
David Vanole (ur. 6 lutego 1963 w Manhattan Beach, Kalifornia, zm. 16 stycznia 2007) – amerykański piłkarz (bramkarz), reprezentant kraju, olimpijczyk, trener piłkarski.
W latach 1981–1985 studiował na Uniwersytecie Kalifornijskim w Los Angeles i reprezentował w tym czasie barwy uczelni w rozgrywkach ligi akademickiej National Collegiate Athletic Association (NCAA). W 1985 przyczynił się do zdobycia przez zespół z Kalifornii mistrzostwa NCAA, po finałowym zwycięstwie nad reprezentacją American University. Po ukończeniu studiów Vanole przeszedł do ligi zawodowej (American Professional Soccer League), w której bronił barw Los Angeles Heat (1986-1990) i San Francisco Bay Blackhawks (1991).
W latach 1986–1989 wystąpił w trzynastu spotkaniach reprezentacji narodowej. Bronił m.in. na olimpiadzie w Seulu w 1988. Został również powołany na włoski mundial w 1990 jako zmiennik Tony’ego Meoli, ale nie zagrał na turnieju. Przez cztery lata z powodzeniem występował w amerykańskich rozgrywkach zawodowych futbolu plażowego.
Po zakończeniu kariery zawodniczej próbował swoich sił jako trener. Przez sześć lat był trenerem bramkarzy w ekipach Uniwersytetu Kalifornijskiego (kobiecej i męskiej), a także trenerem bramkarek w kobiecej reprezentacji narodowej i reprezentacji olimpijskiej USA. Podobne funkcje pełnił w zespołach Major League Soccer (D.C. United, New England Revolution) oraz w Washington Freedom (Women’s United Soccer Association).
Zmarł na atak serca w czasie wypoczynku narciarskiego w stanie Utah. Zasłabł podczas obiadu i zmarł kilka godzin później. Miał 43 lata.